# Masdevallia wendlandiana
Masdevallia wendlandiana är en orkidéart som beskrevs av Heinrich Gustav Reichenbach. Masdevallia wendlandiana ingår i släktet Masdevallia och familjen orkidéer. Inga underarter finns listade i Catalogue of Life.

## Bildgalleri

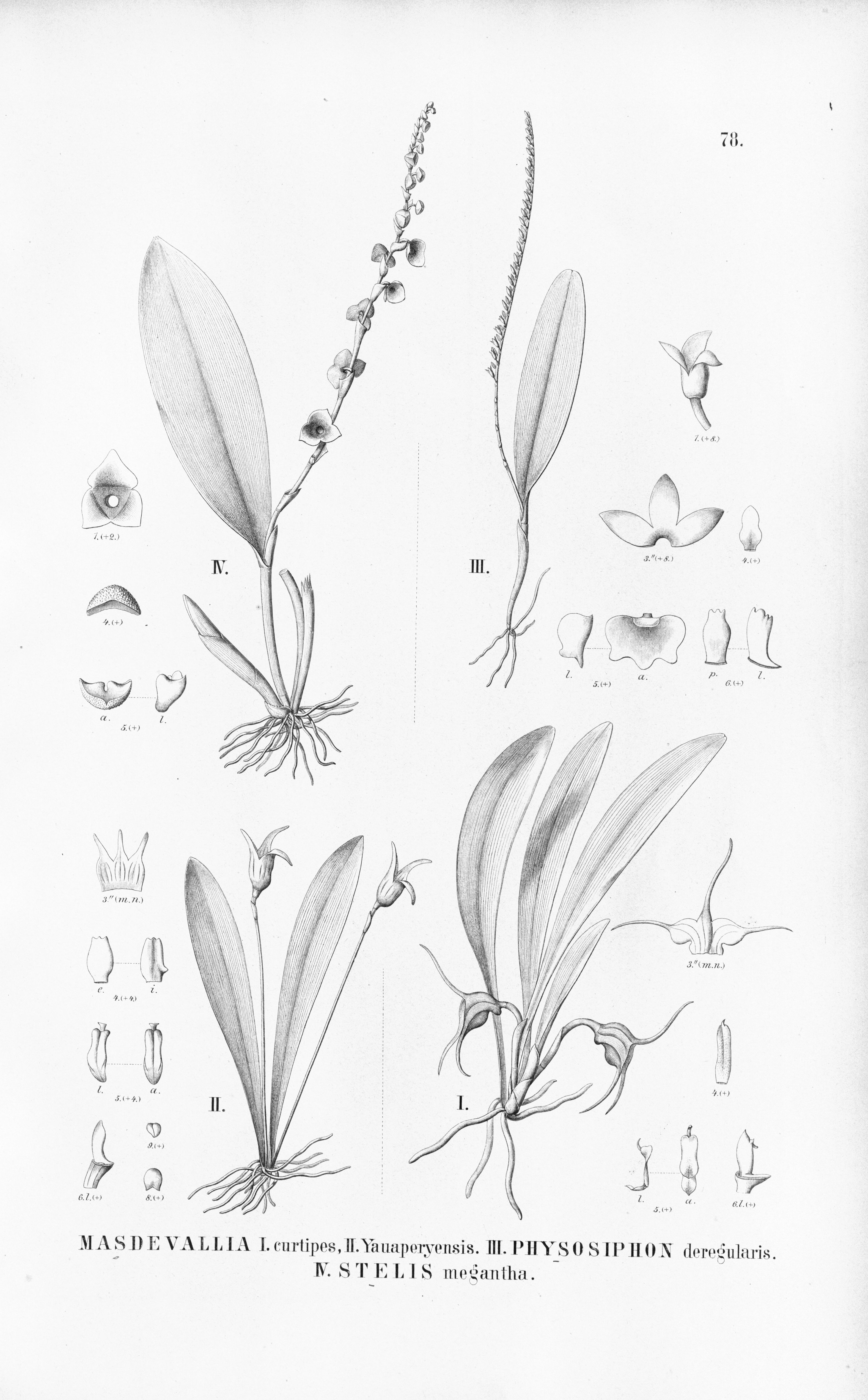
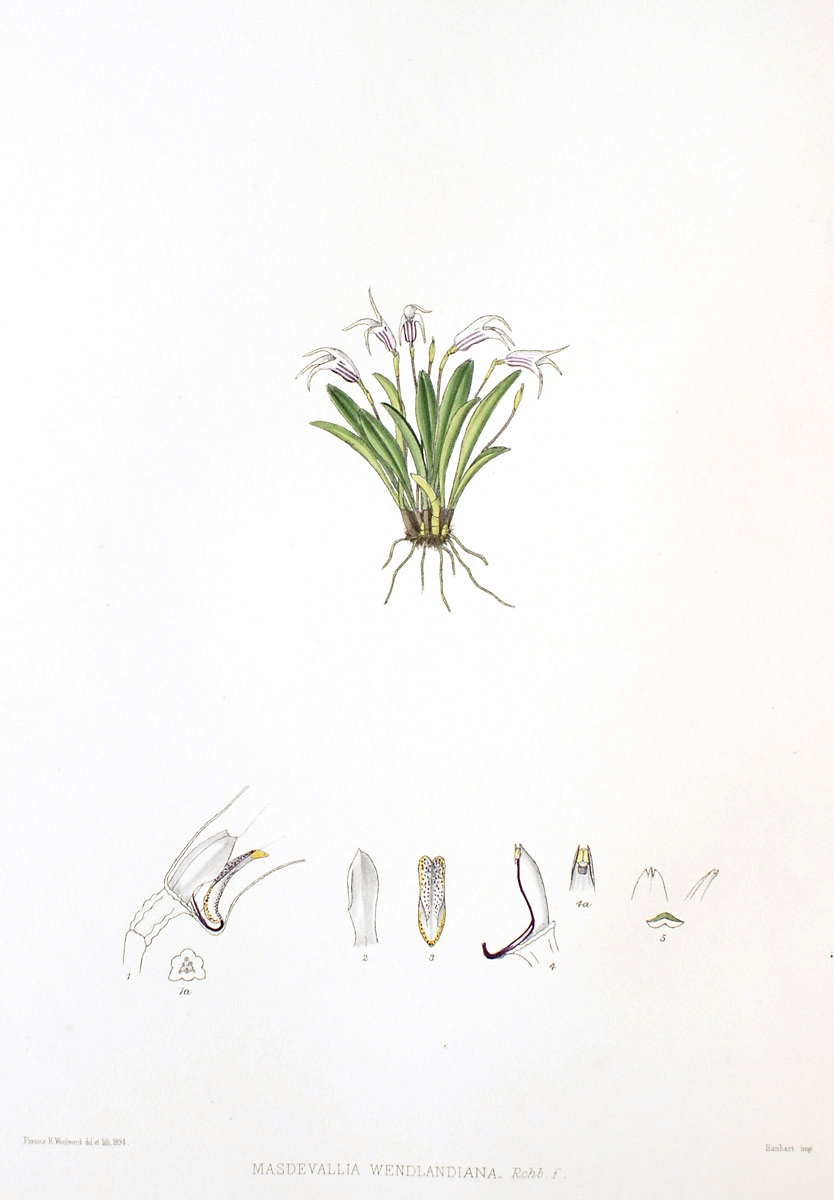
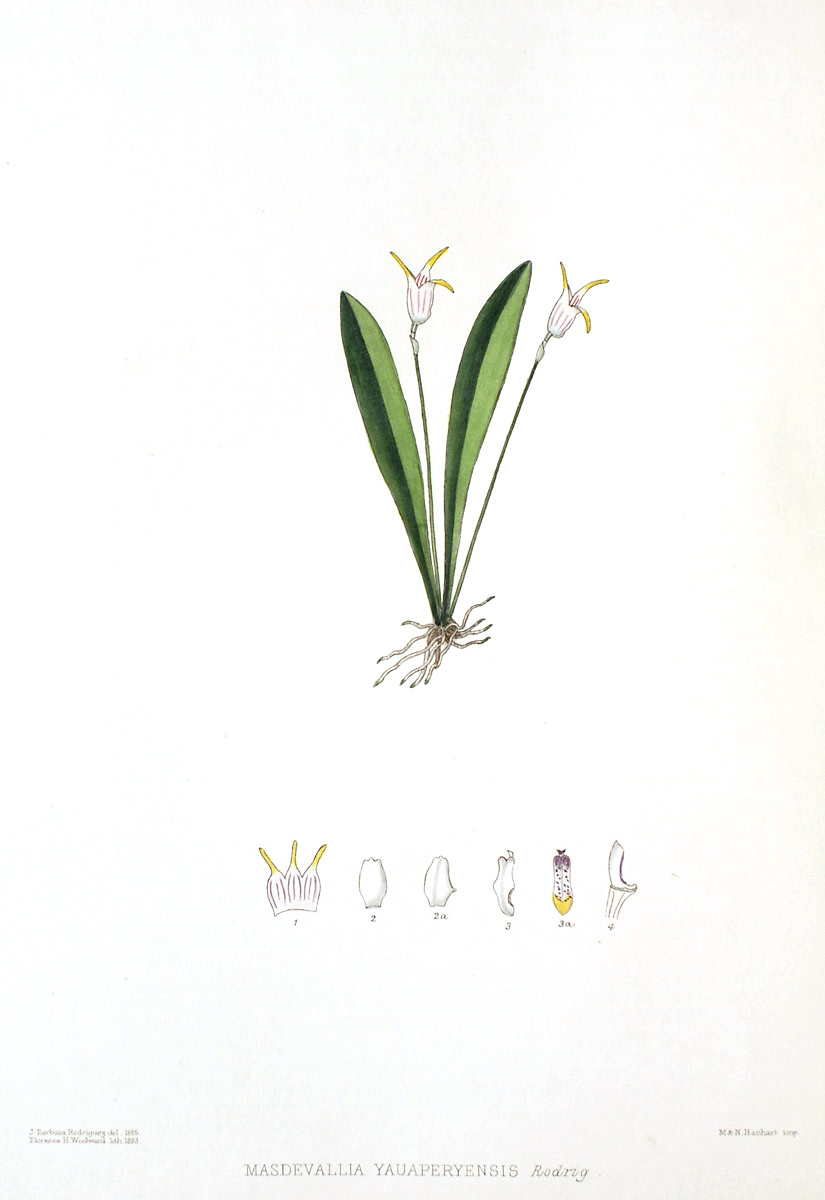